# Nova Widianto

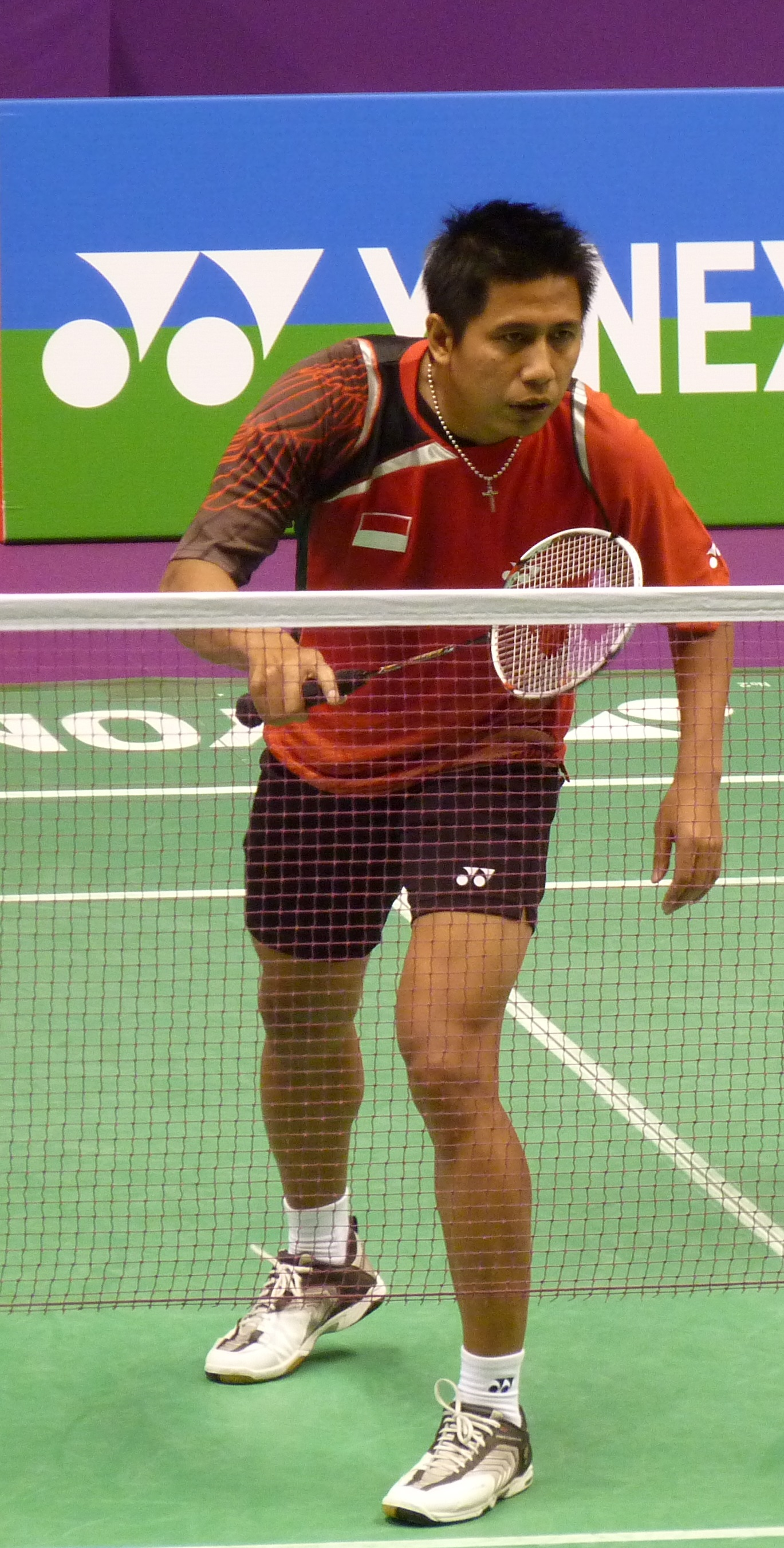
Nova Widianto

Nova Widianto (född 10 oktober 1977) är en indonesisk idrottare som tog silver i badminton tillsammans med Lilyana Natsir vid olympiska sommarspelen 2008 i Peking.

## Olympiska meriter

### Olympiska sommarspelen 2008
| Namn                             | Gren  | 32-delsfinal | 16-delsfinal | 8-delsfinal                        | Kvartsfinal                                        | Semifinal                                 | Final                            | Final |
| Namn                             | Gren  | Resultat     | Resultat     | Resultat                           | Resultat                                           | Resultat                                  | Resultat                         | Plats |
| -------------------------------- | ----- | ------------ | ------------ | ---------------------------------- | -------------------------------------------------- | ----------------------------------------- | -------------------------------- | ----- |
| (1) Nova Widianto Lilyana Natsir | mixed |              |              | Han och Hwang (KOR) W 23-21, 21-19 | Prapakamol och Thoungthongkam (THA) W 21-13, 21-19 | (4) He och Yu (CHN) W 15-21, 21-11, 23-21 | Lee och Lee (KOR) L 11-21, 17-21 |       |